# Balistídeos
Os Balistídeos (Balistidae), conhecido como peixe canguru, peixe gatilho palhaço, cangulo ou popularmente chamados de peixes-porco, são peixes marinhos, que ocorrem nos Oceanos Índico, Pacífico e Atlântico. Eles recebem esse nome devido ao som que emitem ao serem removidos da água, que se parece muito com o de um porco.
De hábitos diurnos, tem um corpo comprimido e em feitio de diamante, com escamas placóides àsperas e consegue rodar cada um dos olhos independentemente. Com um mecanismo de bloqueio da primeira espinha dorsal e uma boca forte com oito dentes grandes e muito afiados em cada maxilar, são muito agressivos, exigindo do pescador algum cuidado no seu manuseamento. Conhecidos também são os verdadeiros roncos que emite, donde se deriva o seu nome vulgar.
São essencialmente carnívoros e alimentam-se de invertebrados, crustáceos e moluscos - conseguem partir as cascas duras dos ouriços e estrelas do mar com os dentes fortes.
Aparecem em pequenos cardumes, embora seja mais raro aparecerem indivíduos solitários, ou em grupos até 5 adultos, e preferem fundos arenosos. Grandes lutadores quando encurralados, vendem cara a derrota e lutam até ao fim.  Para a sua pesca deve usar-se para isca lula, camarão ou ameijoa, e ter bastante atenção já que costumam cortar a linha com os dentes, quando se sentem presos. Podem até morder o pescador, e por isso se deverá ter algum cuidado.

## Géneros
- Abalistes Bloch & Schneider, 1801
- Balistapus Tilesius, 1820
- Balistes Linnaeus, 1758
- Balistoides Fraser-Brunner, 1935
- Canthidermis Swainson, 1839
- Melichthys Swainson, 1839
- Odonus Gistel, 1848
- Pseudobalistes Bleeker, 1865
- Rhinecanthus Swainson, 1839
- Sufflamen Jordan, 1916
- Xanthichthys Kaup in Richardson, 1856
- Xenobalistes Matsuura, 1981